# Andropogon campestris
Andropogon campestris är en gräsart som beskrevs av Carl Bernhard von Trinius. Andropogon campestris ingår i släktet Andropogon och familjen gräs. Inga underarter finns listade i Catalogue of Life.